# تازويل (تينيسي)
تازويل (بالإنجليزية: Tazewell, Tennessee)‏ هي بلدة تقع بولاية تينيسي في الولايات المتحدة. تأسست عام 1801، تبلغ مساحتها 11.3 (كم²)، وترتفع عن سطح البحر 415 م، بلغ عدد سكانها 2218 نسمة في عام 2010 حسب إحصاء مكتب تعداد الولايات المتحدة وتصل الكثافة السكانية فيها 191.5 نسمة/كم2.

## التركيبة السكانية
حدّد مكتب تعداد الولايات المتحدة بيانات التركيبة السكانية لتازويل في تعداد الولايات المتحدة. في ما يلي، التركيبة السكانية حسب تعدادي 2000 و2010.

### تعداد عام 2000
بلغ عدد سكان تازويل 2,165 نسمة بحسب تعداد عام 2000، وبلغ عدد الأسر 918 أسرة وعدد العائلات 588 عائلة مقيمة في البلدة. في حين سجلت الكثافة السكانية 192.6 نسمة لكل كيلومتر مربع (498.8/ميل2). وبلغ عدد الوحدات السكنية 987 وحدة بمتوسط كثافة قدره 87.8 لكل كيلومتر مربع (227.4/ميل2).
وتوزع التركيب العرقي للبلدة بنسبة 94% من البيض و4.02% من الأمريكيين الأفارقة و0.42% من الأمريكيين الأصليين و0.60% من الأمريكيين ذوي الأصول الآسيوية و0.05% من سكان جزر المحيط الهادئ و0.05% من الأعراق الأخرى و0.88% من عرقين مختلطين أو أكثر و0.74% من الهسبانيون أو اللاتينيون من أي عرق.
بلغ عدد الأسر 918 أسرة كانت نسبة 29.3% منها لديها أطفال تحت سن الثامنة عشر تعيش معهم، وبلغت نسبة الأزواج القاطنين مع بعضهم البعض 44.7% من أصل المجموع الكلي للأسر، ونسبة 16.3% من الأسر كان لديها معيلات من الإناث دون وجود شريك، بينما كانت نسبة 3.1% من الأسر لديها معيلون من الذكور دون وجود شريكة وكانت نسبة 35.9% من غير العائلات. تألفت نسبة 32% من أصل جميع الأسر من عدة أفراد يعيشون في نفس المنزل ونسبة 14.1% كانت تتألف من شخص يعيش بمفرده يبلغ من العمر 65 عاماً أو أكثر. وبلغ متوسط حجم الأسرة المعيشية 2.20، أما متوسط حجم العائلات فبلغ 2.73.
بلغ العمر الوسطي للسكان 41.4 عاماً. وكانت نسبة 19.4% من القاطنين تحت سن الثامنة عشر، وكانت نسبة 8.9% بين الثامنة عشر والرابعة والعشرين عاماً، ونسبة 24.3% كانت واقعةً في الفئة العمرية ما بين الخامسة والعشرين والرابعة والأربعين عاماً، ونسبة 24.8% كانت ما بين الخامسة والأربعين والرابعة والستين، ونسبة 15.8% كانت ضمن فئة الخامسة والستين عاماً فما فوق. يوجد لكل 100 أنثى 81.6 ذكر، ويوجد لكل 100 أنثى في الثامنة عشر من عمرها فما فوق 78.6 ذكر.
بلغ متوسط دخل الأسرة في البلدة 22,288 دولارًا، أما متوسط دخل العائلة فبلغ 32,813 دولارًا. وكان متوسط دخل الذكور 25,721 دولارًا مقابل 19,479 دولارًا للإناث. وسجل دخل الفرد الخاص بالبلدة 16,688 دولارًا. وكانت نسبة 20% من العائلات ونسبة 22.2% من السكان تحت خط الفقر، وكان من هؤلاء نسبة 29.9% تحت سن الثامنة عشر ونسبة 19.9% في الخامسة والستين من العمر وما فوق.

### تعداد عام 2010
بلغ عدد سكان تازويل 2,218 نسمة بحسب تعداد عام 2010، وبلغ عدد الأسر 947 أسرة وعدد العائلات 594 عائلة مقيمة في البلدة. في حين سجلت الكثافة السكانية 197.3 نسمة لكل كيلومتر مربع (511.0/ميل2). وبلغ عدد الوحدات السكنية 1,048 وحدة بمتوسط كثافة قدره 93.2 لكل كيلومتر مربع (241.4/ميل2).
وتوزع التركيب العرقي للبلدة بنسبة 94.36% من البيض و2.48% من الأمريكيين الأفارقة و0.18% من الأمريكيين الأصليين و0.72% من الأمريكيين ذوي الأصول الآسيوية و0.23% من الأعراق الأخرى و2.03% من عرقين مختلطين أو أكثر و1.08% من الهسبانيون أو اللاتينيون من أي عرق.
بلغ عدد الأسر 947 أسرة كانت نسبة 28.9% منها لديها أطفال تحت سن الثامنة عشر تعيش معهم، وبلغت نسبة الأزواج القاطنين مع بعضهم البعض 41.4% من أصل المجموع الكلي للأسر، ونسبة 16.5% من الأسر كان لديها معيلات من الإناث دون وجود شريك، بينما كانت نسبة 4.9% من الأسر لديها معيلون من الذكور دون وجود شريكة وكانت نسبة 37.3% من غير العائلات. تألفت نسبة 33.2% من أصل جميع الأسر من عدة أفراد يعيشون في نفس المنزل ونسبة 16.7% كانت تتألف من شخص يعيش بمفرده يبلغ من العمر 65 عاماً أو أكثر. وبلغ متوسط حجم الأسرة المعيشية 2.25، أما متوسط حجم العائلات فبلغ 2.86.
بلغ العمر الوسطي للسكان 42.1 عاماً. وكانت نسبة 20.6% من القاطنين تحت سن الثامنة عشر، وكانت نسبة 9% بين الثامنة عشر والرابعة والعشرين عاماً، ونسبة 23.8% كانت واقعةً في الفئة العمرية ما بين الخامسة والعشرين والرابعة والأربعين عاماً، ونسبة 25.8% كانت ما بين الخامسة والأربعين والرابعة والستين، ونسبة 20.9% كانت ضمن فئة الخامسة والستين عاماً فما فوق. وتوزع التركيب الجنسي للسكان بنسبة 46% ذكور و54% إناث.

## وصلات خارجية
- The US50 - Cities and Towns in Tennessee State
- Tennessee Cities and Towns, Facts, Map, Flag, Colleges, Government, and More